# Ibrahim Mbaye
Ibrahim Mbaye, né le 24 janvier 2008 à Trappes en France, est un footballeur français qui évolue au poste d'ailier au Paris Saint-Germain.

## Biographie

### Jeunesse et formations
Né à Trappes d’un père sénégalais et d’une mère marocaine, Ibrahim Mbaye commence le foot à l'âge de cinq ans à l'ES Guyancourt avant de rejoindre le FC Versailles puis le Paris Saint-Germain en 2018.
Il rejoint donc le club parisien dès l'âge de dix ans où il se révèle.

### Débuts professionnels
Le 16 août 2024, il joue son premier match professionnel en étant titularisé lors de la première journée de Ligue 1 lors d'une victoire quatre buts à un contre Le Havre AC. Il devient ainsi le plus jeune joueur à débuter une rencontre officielle avec le PSG. Il est élu Titi d'or, décerné par les joueurs parisiens au meilleur jeune du club pour l'année 2024. En début d'année 2025, alors qu'il est convoité par de nombreux clubs étrangers, il signe son premier contrat pro avant de devenir le troisième plus jeune buteur de l'histoire du PSG le 25 mars suivant en marquant son premier but professionnel lors d'une victoire six buts à un contre l'AS Saint-Étienne. En fin de saison, il est sacré champion de France et remporte la Coupe de France et la première Ligue des champions de l'histoire du club, bien que restant sur le banc lors des deux finales.

## Statistiques
| Saison                | Club                  | Championnat           | Championnat | Championnat | Championnat | Coupe(s) nationale(s) | Coupe(s) nationale(s) | Coupe(s) nationale(s) | Compétition(s) continentale(s) | Compétition(s) continentale(s) | Compétition(s) continentale(s) | Compétition(s) continentale(s) | Coupe du monde des clubs | Coupe du monde des clubs | Coupe du monde des clubs | Supercoupe de l'UEFA | Supercoupe de l'UEFA | Supercoupe de l'UEFA | Total | Total | Total |
| Saison                | Club                  | Division              | M.          | B.          | P.d.        | M.                    | B.                    | P.d.                  | Comp.                          | M.                             | B.                             | P.d.                           | M.                       | B.                       | P.d.                     | M.                   | B.                   | P.d.                 | M.    | B.    | P.d.  |
| 2024-2025             | Paris Saint-Germain   | Ligue 1               | 9           | 1           | 1           | 1                     | 0                     | 0                     | -                              | -                              | -                              | -                              | 2                        | 0                        | 1                        | -                    | -                    | -                    | 12    | 1     | 2     |
| 2025-2026             | Paris Saint-Germain   | Ligue 1               | 1           | 0           | 0           | -                     | -                     | -                     | -                              | -                              | -                              | -                              | -                        | -                        | -                        | 1                    | 0                    | 0                    | 2     | 0     | 0     |
| Total sur la carrière | Total sur la carrière | Total sur la carrière | 10          | 1           | 1           | 1                     | 0                     | 0                     | -                              | 0                              | 0                              | 0                              | 2                        | 0                        | 1                        | 1                    | 0                    | 0                    | 14    | 1     | 2     |

## Palmarès

### En club
Formé au Paris Saint-Germain, il y remporte ses premiers titres en étant tout d'abord sacré champion de France en 2025. La même année, il est sur le banc lors de la finale de Coupe de France et de la Ligue des Champions, toutes les deux remportées par le PSG. Quelques semaines plus tard, il est sur le banc lors de la défaite en finale de Coupe du monde des clubs puis la Supercoupe de l'UEFA.
| Paris Saint-Germain (4) |
| --- |
| - Ligue des champions : - Vainqueur en 2025 - Championnat de France : - Champion en 2025 - Coupe de France : - Vainqueur en 2025 - Coupe du monde des clubs : - Finaliste en 2025 - Supercoupe de l'UEFA - Vainqueur en 2025 |

### En sélection
Il remporte le Tournoi Maurice-Revello en 2025 avec l'équipe de France des moins de 20 ans. 

### Distinction personnelle
- Élu Titi d'or 2024[7].